# 浙江大学材料科学与工程学院
浙江大学材料科学与工程学院是浙江大学的一个学院，1978年由当时化工系的硅酸盐、机械系的金相和铸造、无线电系的半导体材料等专业组建而成，是中国最早成立的综合材料系。现属于工学部。

## 概况
学院每年招收120名本科生、130余名硕士生、40-50名博士生，该学科历年毕业生的就业率均保持近100%。
学院的材料科学与工程为国家重点一级学科，还有材料物理与化学、材料学2个国家重点二级学科。2014年9月，据美国ESI对全球材料科学学科评估显示，浙江大学材料科学学科在全球高校中位居第13位。
截至2014年9月，全院有教职工128人, 其中教授（研究员）48人，副教授（副研究员等）59人，教师中有中国科学院院士2人，国家千人计划专家5人，浙江省特级专家3人，教育部“长江学者” 4人、国家杰出青年基金获得者6人、浙江大学求是特聘教授6人。现任学院主任为韩高荣。

## 科研
拥有硅材料国家重点实验室、表面与结构改性无机功能材料教育部工程研究中心和教育部“985工程功能材料技术创新平台”。
2005年以来，学系共承担国家973计划、国家自然科学基金重大和重点项目、科技部863项目等国家级重点项目近40项，承担100余项国家级一般项目，科研经费2.5亿元。
2005年来，学系在国内外学术杂志上发表2000余篇SCI收录论文；获400余项发明专利；获2项国家自然科学奖二等奖，2项国家科技进步奖二等奖，以及10余项省部级一等奖。